# Утакмице фудбалске репрезентације Мађарске 1951.
| Домаћин · 1951 | Гост · 1951 |

Фудбалска репрезентација Мађарске је током 1951. године одиграла само три утакмице, а све утакмице је завршила у своју корист. Мађари су у ове три утакмице постигли петнаест голова а примили су само два гола.
Савезни селектор националног тима у овом периоду је био:
- Густав Шебеш

## Утакмице
| Мађарска                                                      | 6 : 0 (2 : 0) | Пољска |
| ------------------------------------------------------------- | ------------- | ------ |
| Кочиш 27’ 70’ · Шандор 37’ · Пушкаш 71’ 75’ (пен) · Цибор 82’ | Извештај      |        |

| [[Фудбалска репрезентација Чехословачке {{{altlink2}}}\|Чехословачка]] | 1 : 2 (1 : 1) | Мађарска      |
| ---------------------------------------------------------------------- | ------------- | ------------- |
| Вејвода 23’                                                            | Извештај      | Кочиш 21’ 87’ |

| Мађарска                                                                | 8 : 0 (4 : 0) | Финска |
| ----------------------------------------------------------------------- | ------------- | ------ |
| Хидегкути 9’ 28’ 85’ · Кочиш 23’ 31’ · Цибор 54’ · Пушкаш 69’ (пен) 71’ | Извештај      |        |

## Играчи репрезентације
| - Ђула Грошич - Јене Бузански - Михаљ Лантош - Јожеф Божик - Јожеф Закаријаш - Карољ Шандор - Нандор Хидегкути - Шандор Кочиш - Золтан Цибор - Ференц Суса - Ференц Пушкаш - Густав Шебеш, селектор |